# Саут Роквуд (Мичиген)
Саут Роквуд (енгл. South Rockwood) град је у америчкој савезној држави Мичиген.

## Демографија
По попису из 2010. године број становника је 1.675, што је 391 (30,5%) становника више него 2000. године.
| Група             | 2000.         | 2010.         |
| Белци             | 1.244 (96,9%) | 1.541 (92,0%) |
| Афроамериканци    | 3 (0,2%)      | 38 (2,3%)     |
| Азијати           | 1 (0,1%)      | 7 (0,4%)      |
| Хиспаноамериканци | 10 (0,8%)     | 68 (4,1%)     |
| Укупно            | 1.284         | 1.675         |